# Радехів (село)

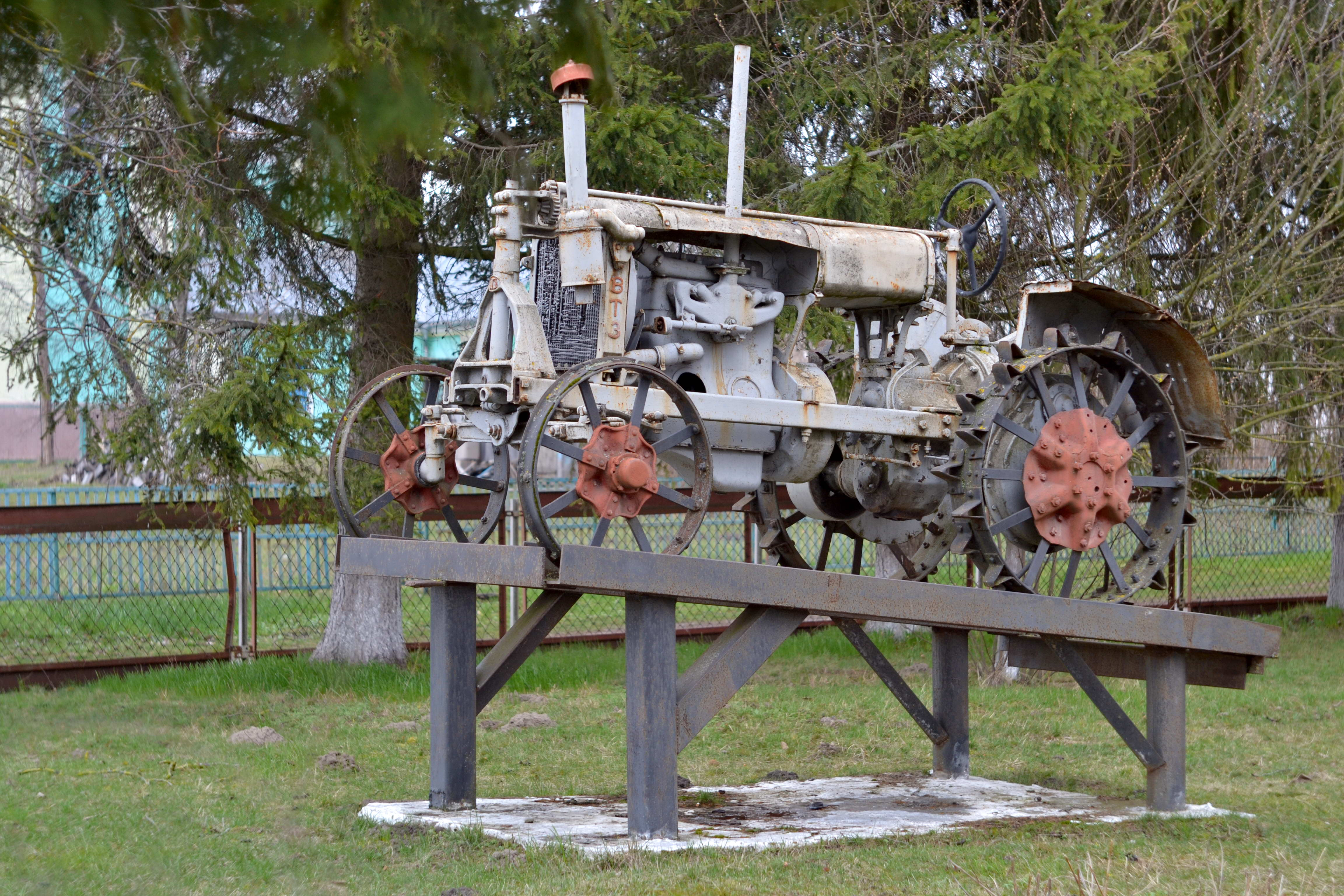
Пам'ятник на честь перших трактористів, які працювали на полях Волині (1966 рік). Загальний вигляд

Рáдехів — село в Україні, у Ковельському  районі Волинської області. Населення становить 575 осіб. Належить до Вишнівської сільської громади.
Радехів був адміністративним центром Радехівської сільської ради до 23 грудня 2016 року.

## Географія
Село Радехів розкинулось за вісім кілометрів на південний схід від Любомля. Воно простяглось на 2,5 км зі сходу на захід.

## З історії села
За переказами старожилів колись навколо села був ліс. Тепер він відступив за урочище «Кургани» і до урочища «Проходи».
У 1844 році село Радехів мало всього 47 дворів і 388 мешканців. У 50-х роках XX століття у село переселили жителів із хуторів Кургани, Ступиски, Гряда Замлиння, Вістров, Піщане, Бриньов, Лани, Ланок, Смітюх, Придатки, Проходи. У 2009 році в селі налічується 200 господарств і проживає 600 мешканців.
Найстаріша будівля села — церква Успіння Пресвятої Богородиці, пам'ятка архітектури, побудована у 1752 році як костел Августинського католицького монастиря. Чоловічий монастир існував поруч з церквою ще у XVII столітті. У 40-х роках XIX ст. костьол був відремонтований і освячений як Успенська православна церква. За радянських часів церкву закрили і лише в 1993 році відремонтували та знову відкрили.
До 1939 року село було під Польщею. Тоді в селі було дві школи, де дітей навчали на польській мові. Початкова школа в селі до 1951 року була в хаті, а в 1951 році побудована нова школа. В цьому приміщенні в наш час[коли?] працює дошкільний навчальний заклад, в якому виховується 18-20 дітей щорічно. В 1975 році в селі Радехів побудовано нову восьмирічну школу, першим її директором став Дусік Іван Єфремович. З 1975 по 2009 рік школа випустила 688 учнів. З 2002 по 2017 рік директором Радехівської ЗОШ I—II ст. була Загола Надія Іванівна.
З 1969 року у селі Радехів при сільському будинку культури діє фольклорний гурт "Перевесло ". Директор будинку культури — Лойко Марія Федорівна. У 2002 році фольклорний гурт «Перевесло» був удостоєний звання народного.
З 1996 року при сільському будинку культури запрацював фолькльорний колектив "Мале Перевесло" учасниками якого є діти шкільного віку.
Колгосп у селі Радехів утворили 25.05.1948 року з 27 з одноосібних господарств — с/г артіль ім. Будьонного. Першим головою був призначений Бородчук Д. К.
У 1951 році колгосп імені Молотова (Машів) та імені Будьонного (Радехів) об'єднали в один — колгосп ім. Молотова (одного з організаторів Голодомору). В 1957 році цього діяча Микита Хрущов виключив із лав ЦК КПРС і колгосп було перейменовано у "40-річчя Жовтня, у 1992 році — на колгосп "Нива ", а у 2002 році реорганізовано в СГВК «Нива».
В селі є братська могила, Обеліск Слави на честь загиблих у Другій світовій війні жителів сільської ради, кладовище і відреставрована Свято-Успенська церква.

## Населення
Згідно з переписом УРСР 1989 року чисельність наявного населення села становила 702 особи, з яких 358 чоловіків та 344 жінки.
За переписом населення України 2001 року в селі мешкало 659 осіб. 100 % населення вказало своєю рідною мовою українську мову.

## Соціальна інфраструктура
- гімназія;
- дитячий садок;
- будинок культури;
- бібліотека;
- фельдшерсько-акушерський пункт;
- відділення зв'язку[6];
- дільниця Любомльської ветлікарні;
- 2 торгові точки[2].

## Релігія
У селі діє православна (УПЦ МП) Церква Успіння Пресвятої Богородиці.

## Відомі люди
- Бородчук Володимир Костянтинович — заслужений юрист України, генерал-майор у відставці; уродженець Радехова.

## Галерея

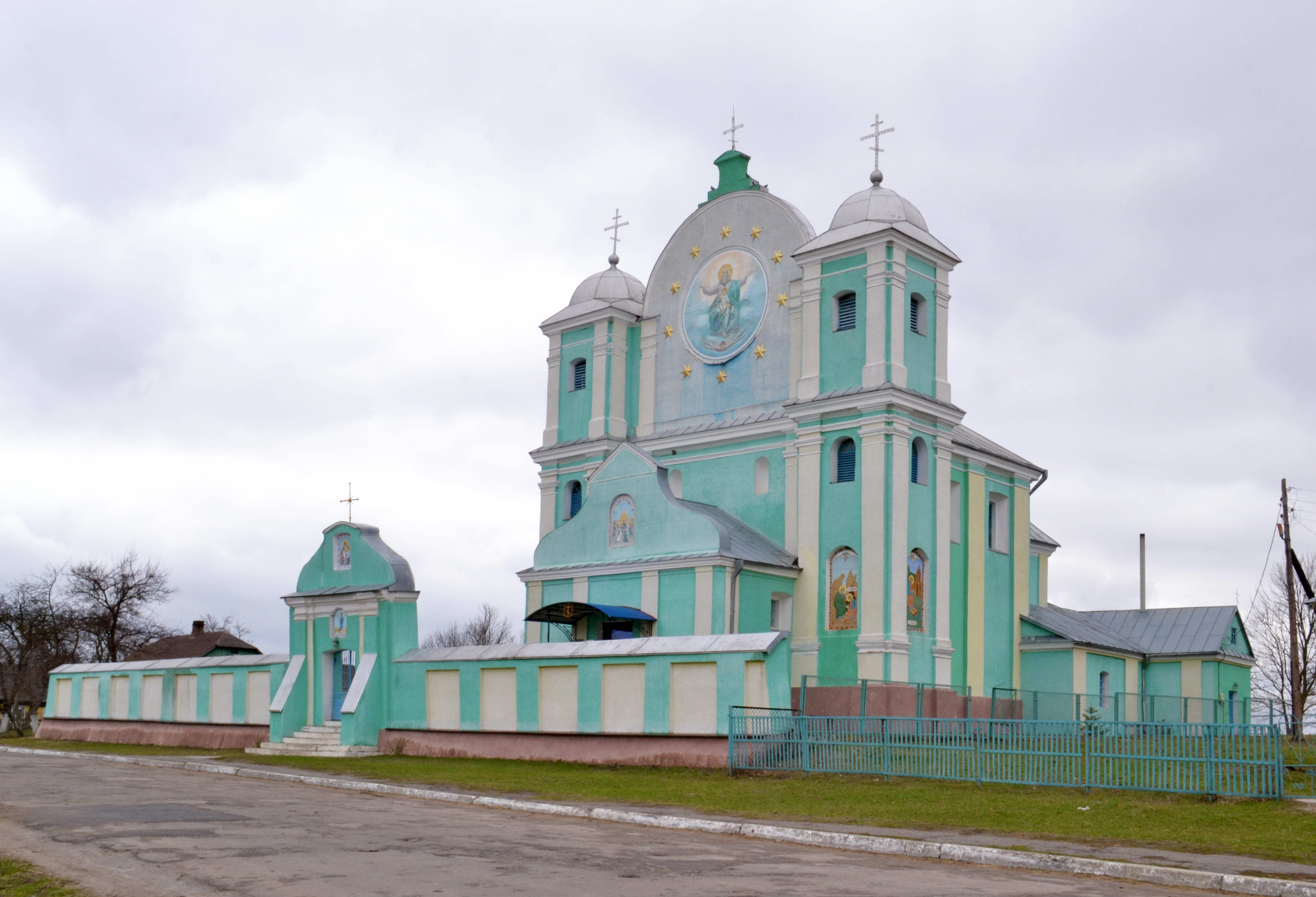
Церква Успіння Пресвятої Богородиці (1752) — окраса села
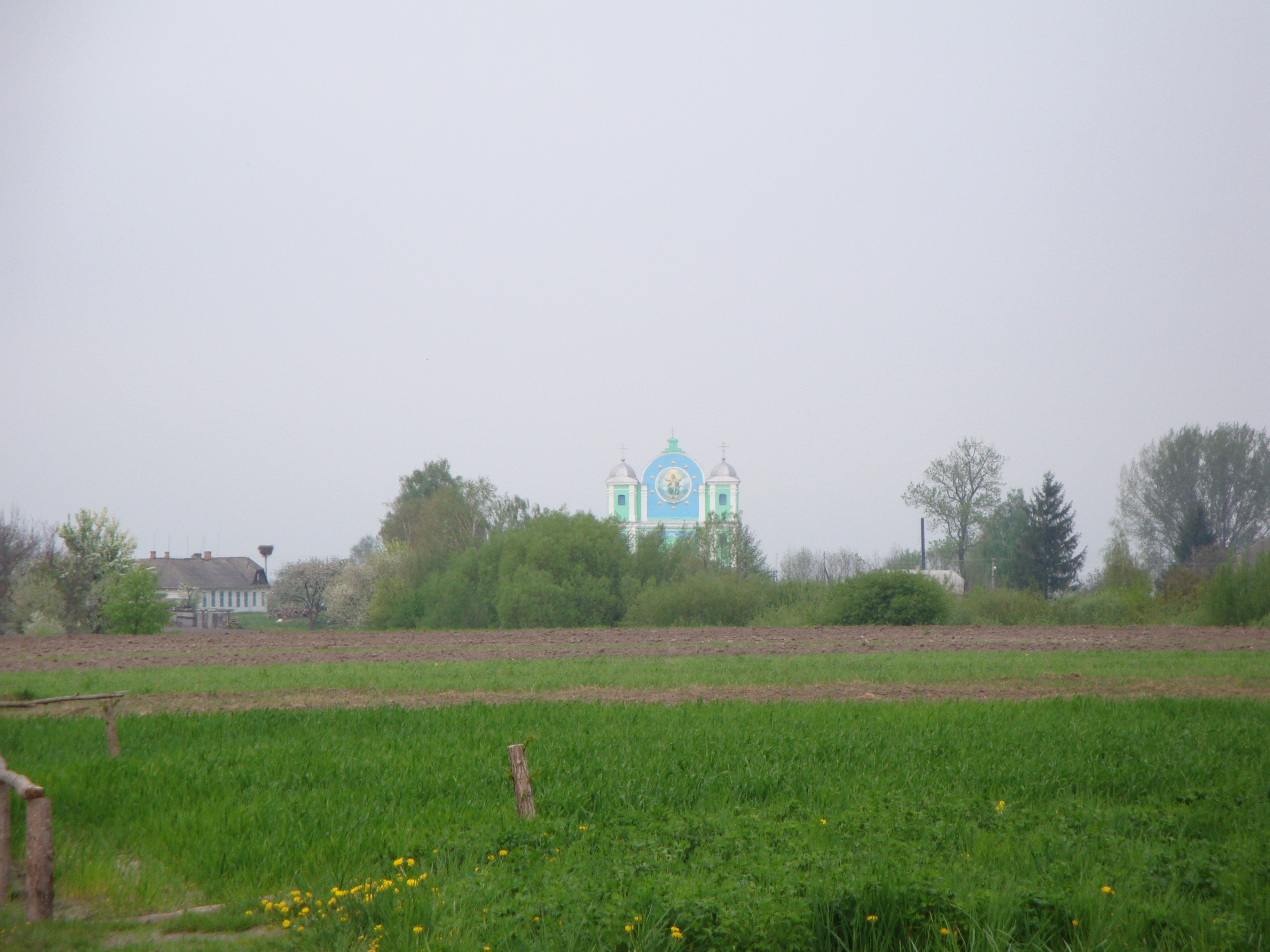
Церква Успіння Пресвятої Богородиці (вигляд з дороги Любомль-Володимир)